# Силвия Александрова-Янкуловска
Силвия Александрова-Янкуловска е български лекар, специалист по биоетика и обществено здраве. Тя е доктор на медицинските науки и професор по социална медицина и организация на здравеопазването и фармацията в Медицинския университет в Плевен.
Провежда първото по рода си всеобхватно комплексно медико-социално проучване на дейността на хосписите на национално ниво и на представата за „добра смърт“ сред различни групи лица (2005 – 2008). Въвежда за първи път в страната методология за задълбочен етичен анализ на клинични казуси в обучението по медицинска етика на студенти от специалност „медицина“ (2010). Адаптира и апробира за първи път в България методология за клинично етично консултиране и публикува първата в България монография за клинична етична консултация с приложен инструментариум за реализиране в практиката (2015). Първият учен от Източна Европа, който получава най-високото отличие в областта на клиничната етика – наградата Hans Joachim Schwager във Вашингтон, САЩ за 2016 г. Основател на форума „Ден на биоетиката“ в България, стартирал в Медицинския университет в Плевен на 8 април 2014 г.

## Биография
През 1996 г. завършва с отличие Висш медицински институт-Плевен, а през 2004 г. завършва с magna cum laude Европейска магистратура по биоетика в Католически университет-Льовен, Белгия. Доктор по социална медицина и организация на здравеопазването и фармацията от 2008 г., доцент от 2010 г., доктор на медицинските науки и професор от 2015 г.
Представител на България в Европейската мрежа по клинична етична консултация и в Секцията по етика на общественото здраве в EUPHA. Член на редколегията на списанията Medicine, Healthcare and Philosophy, Journal of Bioethics and Health Policy, Mediterranean Journal of Biosciences. Рецензент за списанията AMA Journal of Ethics, Journal of medical ethics, Romanian Journal of Bioethics, Journal of Reproductive and Infant Psychology и др.

## Научна дейност
Има широк кръг научни интереси в областите на медицинската (био) етика, клиничната етика и клиничната етична консултация, бизнес етиката, мениджмънт и етика на палиативните грижи, медико-социални проблеми на общественото здраве, епидемиология на неинфекциозните заболявания.
Автор на 11 учебника и учебни помагала по биоетика (от които 2 на английски език), 1 учебник по социална медицина на английски език (съавтор в 5 учебника по социална медицина на български език), 2 учебника по бизнес етика, 2 монографии по мениджмънт и етика на хосписните грижи Архив на оригинала от 2016-08-08 в Wayback Machine., монография по клинична етична консултация и над 100 публикации в научни списания в България и в чужбина.

## Публикации

### Избрани публикации в чужбина
1. Aleksandrova-Yankulovska S. Bulgaria. – In: Handbook of global bioethics. H. ten Have, and B. Gordijn (Eds). Springer Science+Business Media Dordrecht, 2013, pp. 905 – 924.
2. Aleksandrova-Yankulovska, S. Hospice. – In: Encyclopedia of bioethics. H. ten Have and B. Gordijn (Eds). Springer Science+Business Media Dordrecht, 2016.
3. Aleksandrova-Yankulovska, S. The prohibition of smoking in public places in Bulgaria[неработеща препратка]. – In: Public Health Ethics: Cases Spunning the Globe. Drue H. Barret, Leonard W. Ortmann, Angus Dawson, Carla Saenz, Andreas Reis, Gail Bolan (Eds). Springer Open, 2016, pp. 172 – 177.
4. Aleksandrova, S. Survey on the Experience in Ethical Decision-making and Attitude of Pleven University Hospital Physicians Towards Ethics Consultation. – Medicine, Health Care and Philosophy. A European Journal, 2008, vol.11, №1, pp. 35 – 42.
5. Aleksandrova, S. Experience in Ethical Decision-making and Attitude of Regional Hospital Physicians Towards Ethics Consultation. In: Clinical Ethics Consultation: Theories & methods – implementation – evaluation. J. Schildmann, J.S. Gordon and J. Vollmann (Eds.). England, Ashgate, 2010, pp. 175 – 187.
6. Aleksandrova-Yankulovska, S. Innovative Approach for Teaching Bioethics in Management of Health Care. – Nursing Ethics. doi:10.1177/0969733014558967, 2014, pp. 1 – 9.
7. Aleksandrova-Yankulovska, S., Henk ten Have. Survey of Staff and Family Members of Patients in Bulgarian Hospices on the Concept of „Good Death“. – Am J Hosp Palliat Care, doi: 10.1177/1049909113516185, 2015, vol.32,№2, pp.226 – 232.
8. Aleksandrova-Yankulovska, S. Truth Telling to Terminally Ill Patients in Bulgarian Hospices Архив на оригинала от 2016-08-04 в Wayback Machine.. – Revista Romana de Bioethica, 2014, vol.2, №4, pp.6 – 15.
9. Aleksandrova-Yankulovska, S. Application of Methodology for Ethical Case Analysis to a Case of 62 Year Old First-time Mother Архив на оригинала от 2016-08-04 в Wayback Machine.. – Revista Romana de Bioethica, 2014, vol.2, №12, pp. 29 – 36.
10. Aleksandrova-Yankulovska, S. On Bioethics and Business Ethics Архив на оригинала от 2016-08-04 в Wayback Machine.. – Revista Romana de Bioethica, 2015, vol13, №1, pp.25 – 36.

### Избрани публикации на български език със свободен достъп
1. Александрова-Янкуловска С. От лекционната зала към болничната стая. – Challenging The Law, професионален правен сайт (ISSN 1314 – 7854), Публикувано на 13.04.2014.
2. Велчева, Р., С. Александрова-Янкуловска. Подход за клинична етична консултация при случай на сурогатство в семейството. – Challenging The Law, професионален правен сайт (ISSN 1314 – 7854), 23.02.2014.
3. Анов А., Александрова-Янкуловска С. За правото на пациента да не знае. – Challenging The Law, професионален правен сайт (ISSN 1314 – 7854), 05.06.2016.